# Fill-in (photographie)
 (septembre 2017).
Si vous disposez d'ouvrages ou d'articles de référence ou si vous connaissez des sites web de qualité traitant du thème abordé ici, merci de compléter l'article en donnant les références utiles à sa vérifiabilité et en les liant à la section « Notes et références ».
Pour les articles homonymes, voir Fill-in.

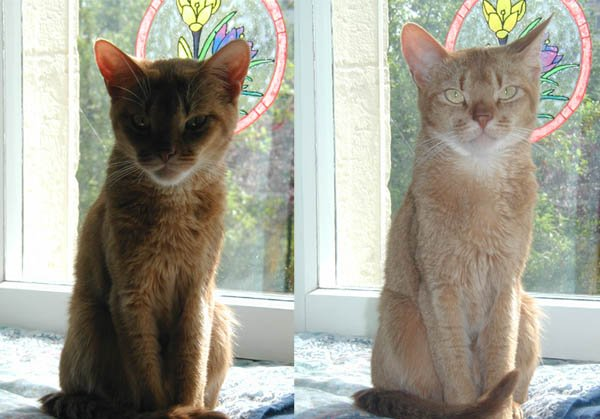
Contre-jour sans flash et, à droite, avec fill-in.

Le fill-in est une technique photographique qui consiste à utiliser la lumière d'un flash en appoint à la lumière naturelle ambiante, pour éclaircir les parties d'une image qui seraient autrement sous-exposées. « Fill-in » est un terme anglais qui signifie « appoint ».
Lorsque l'on fait des photos en extérieur, la lumière du soleil peut, parfois, faire apparaître, sur les personnes ou les objets, des ombres disgracieuses. Pour atténuer ces ombres, on rajoute un léger coup de flash. Pour que l'utilisation du flash soit discrète ou invisible, il faut réduire la puissance du flash.
Un fill-in au flash est également très pratique pour « déboucher » les ombres, lorsque l'on travaille en contre-jour. Dans le cas d'un portrait en contre-jour, avec un soleil couchant, on peut monter, devant le flash, un filtre de ton chaud (légèrement orangé) pour que la lumière du flash s'harmonise avec la lumière naturellement chaude d'un coucher de soleil.